# Heriades plumosus
Heriades plumosus là một loài Hymenoptera trong họ Megachilidae. Loài này được Krombein mô tả khoa học năm 1950.